# Ophiozonella contigua
Ophiozonella contigua is een slangster uit de familie Ophiolepididae. De wetenschappelijke naam van de soort werd als Ophiozona contigua in 1899 gepubliceerd door Christian Frederik Lütken & Theodor Mortensen.